# わたらせ自然館
わたらせ自然館（わたらせしぜんかん）は、群馬県板倉町大字海老瀬にある渡良瀬遊水地のインフォメーション施設である。
大谷石造の石蔵を活かした趣のある建物には、遊水地内の植生を紹介する展示や、300種類以上の蝶や昆虫の標本があり、多目的室ではコンサートや企画展が開かれ、地域文化の発信拠点となっている。また、すぐ目の前の「レンタサイクルセンター」の自転車を借り、付近を散策することもできる。

## わたらせ自然館の概要
- 開館時間：9時 - 16時30分
- 休館日：月曜・火曜、祝日、年末年始（12月28日から1月3日）
- 主な施設
  - ラウンジ
  - 多目的室
  - 展示室
  - 会議室
  - 標本事務室
  - 事務室
  - トイレ（男子、女子、障害者）

## レンタサイクルの概要

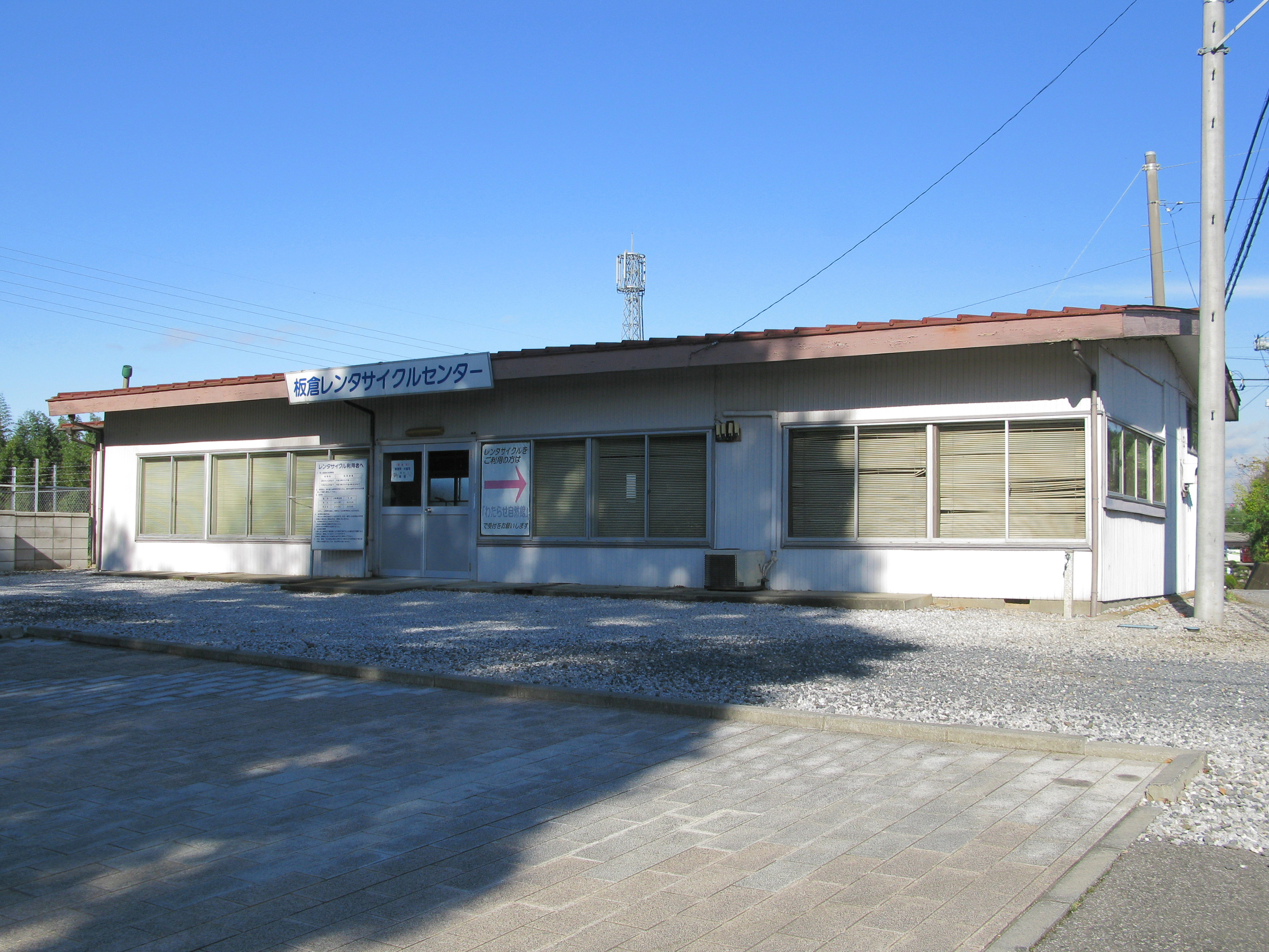
板倉レンタサイクルセンター

- 利用時間
3月 - 10月：9時 - 17時
11月 - 2月：9時 - 16時30分

- 利用料金
大人（1日）：600円（4時間以内400円）
子供（1日）：300円（4時間以内200円）